# Queen (métro de Toronto)
Queen est une station de la ligne 1 Yonge-University du métro, de la ville de Toronto en Ontario au Canada. Elle se situe de la Yonge Street, à hauteur du 3 Queen Street East.

## Situation sur le réseau
Établie en souterrain, la station Queen est située sur la ligne 1 Yonge-University, entre les stations King, en direction du terminus Finch, et Dundas, en direction du terminus Vaughan Metropolitan Centre.

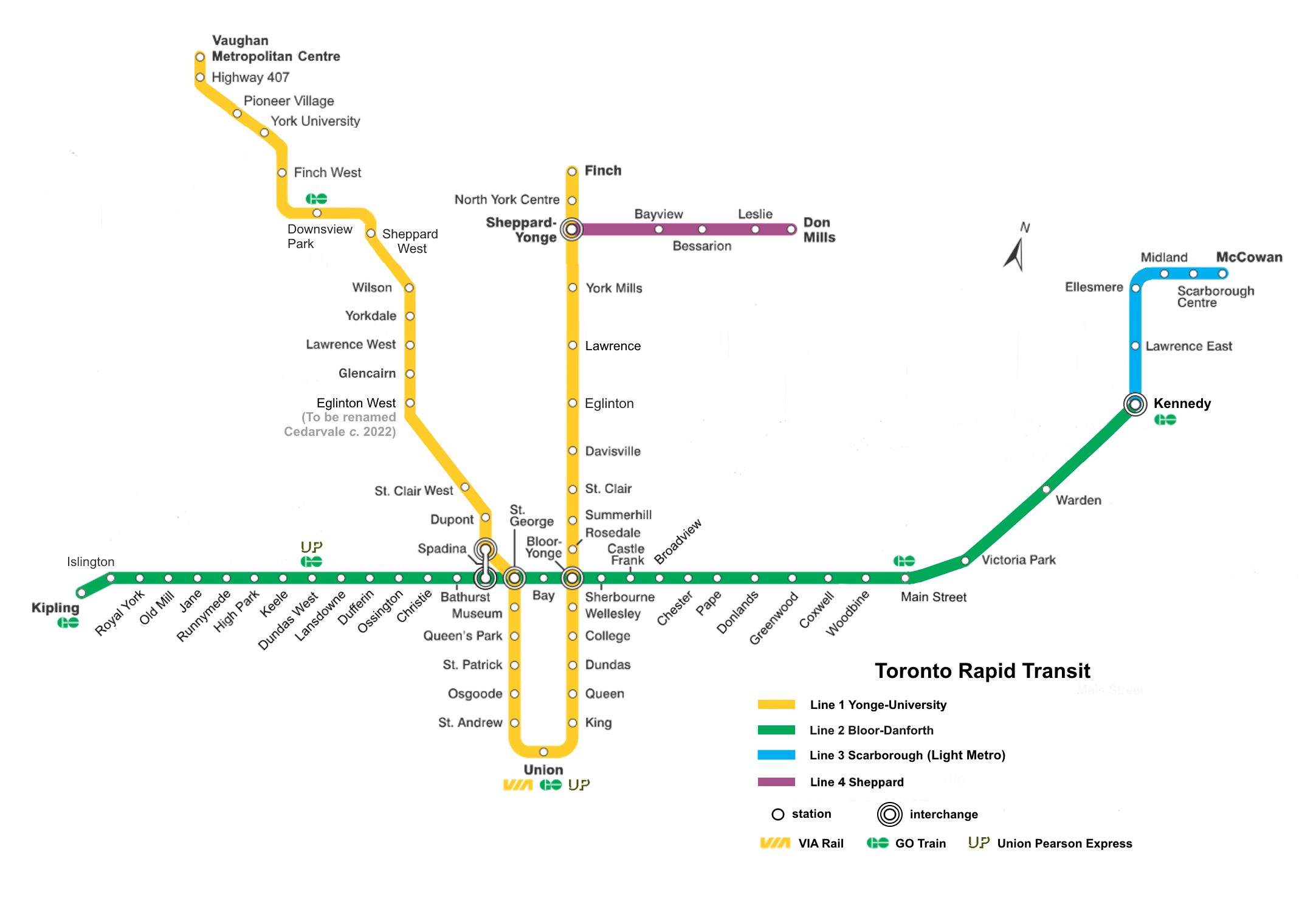
Plan du métro de Toronto (2018).

## Histoire
La station est mise en service le 30 mars 1954 .
Elle a une fréquentation moyenne de 58 710 personnes par jour pour l'année 2010.

## Services aux voyageurs

### Intermodalité
La station permet la correspondance avec les lignes 501 Queen et 502 Downtowner du tramway de Toronto.

## À proximité
- Hôtel de ville de Toronto
- Ancien hôtel de ville de Toronto
- Elgin and Winter Garden Theatres (en)
- Massey Hall
- The Bay Queen Street (en)
- Centre Eaton Toronto